# Schistomysis spiritus
Schistomysis spiritus is een aasgarnalensoort uit de familie van de Mysidae. De wetenschappelijke naam van de soort is voor het eerst geldig gepubliceerd in 1860 door Norman.